# Große Nationalversammlung (Rumänien)

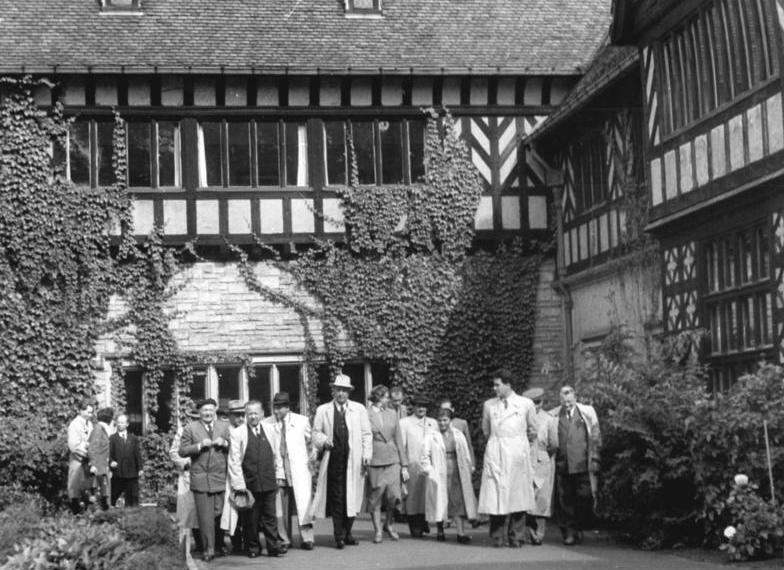
Abgeordnete der Großen Nationalversammlung im September 1959 am Schloss Cecilienhof in Potsdam, Deutschland

Die Große Nationalversammlung (rumänisch: Marea Adunare Națională) war die gesetzgebende Gewalt Rumäniens in der Zeit vom 13. April 1948 bis zum Sturz Ceaușescus am 22. Dezember 1989. Sie war damit Nachfolger der Abgeordnetenkammer bzw. des Senates, die 1919 bis 1940 bestanden hatten. Alle vier Jahre wurde die Große Nationalversammlung gewählt, eine freie Wahl erfolgte jedoch nie. Sie hatte ihren Sitz im Palast der Abgeordnetenkammer, heute Patriarchenpalast.
Nach der rumänischen Revolution im Dezember 1989 wurde die Nationalversammlung durch ein Zweikammersystem, bestehend aus Abgeordnetenkammer und Senat, ersetzt.

## Quelle
- books.google.de , Lothar Schultz: Die verfassungsrechtliche Entwicklung der Sozialistischen Republik Rumänien seit dem Zweiten Weltkrieg, in: Jahrbuch des öffentlichen Rechts der Gegenwart, Neue Folge, 15 (1966), S. 407ff.